# Yasuhiro Yoshigaki

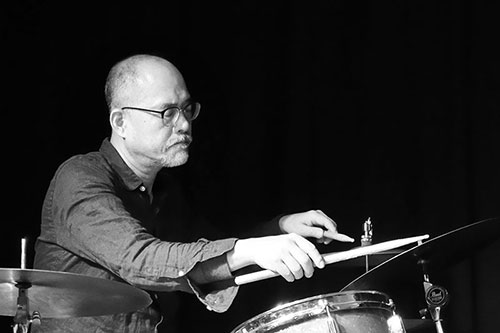
Yasuhiro Yoshigaki in Aarhus

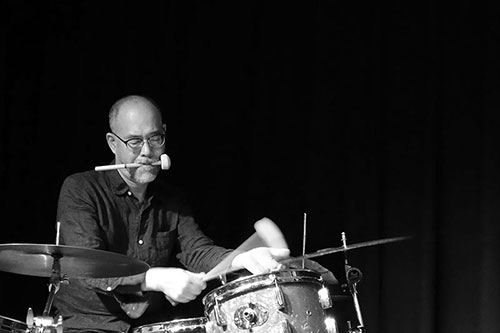
Yasuhiro Yoshigaki in Aarhus

Yasuhiro Yoshigaki (jap. 芳垣 安洋, Yoshigaki Yasuhiro; * 21. Februar 1959 in der Präfektur Hyōgo) ist ein japanischer Jazzmusiker (Schlagzeug, Perkussion).
Yasuhiro Yoshigaki arbeitete bereits während seines Universitätsstudiums in der Jazzszene der Region Kansai; erste Aufnahmen im Bereich des Jazz entstanden 1992 mit dem Trio Altered States (mit dem Gitarristen Kazuhisa Uchihashi und dem Bassisten Mitsuru Nasuno). Mit dem Trio und Otomo Yoshihide tourte er 1993 im Baltikum (Lituania And Estonia Live). Ferner spielte er in verschiedenen Bands, wie Date Course Pentagon Royal Garden, Emergency! und Ground Zero, außerdem in den Bigband-Projekten Shibusashirazu (Something Different, 1994), im Satoko Fujii Orchestra East (Double Take, 1999) und  mit Betsuni Nanimo Cletzmer (Ahiru und Warutzu, 1996) sowie mit Eiichi Hayachi in der Formation CO2.
In den 2000er-Jahren trat Yoshigaki u. a. mit Otomo Yoshihide und Bill Laswell auf; außerdem nahm er mehrere Alben unter dem Namen Soup auf. In späteren Jahren spielte er mit der Post-Rock-Band Rovo. In den 2000er- und 2010er-Jahren arbeitete er mit dem Trio Coil (mit Natsuki Kido, Takeharu Hayakawa) und dem Orquesta Libre (Can't Help Falling in Love, 2012) Im Bereich des Jazz listet ihn Tom Lord zwischen 1992 und 2012 bei 25 Aufnahmesessions.

## Diskographie

### Emergency!
- Loveman Plays Psychedelic Swing (2002)
- Loveman Prays For Psychical Sing (2003)
- Live In Copenhagen (2010)

### Vincent Atmicus
Yasuhiro Yoshigaki (ds), Yoichi Okabe (ds), Yuji Katsui (vl), Keisuke Ota (vl), Taisei Aoki (tb), Osamu Matsumoto (tb), Hiroaki Mizutani (b), Kumiko Takara (per), Naruyoshi Kikuchi (sax: verließ das Ensemble nach der Show im Mai 2003)
- VINCENT I (2002)
- VINCENT II (2004)
- VINCENT III (2005)

### Fernando Saunders / Yasuhiro Yoshigaki
- Devotion (2005)

### Anima Mundi (Vazquez-Yoshigaki project)
- PRIMER ENCUENTRO (2007)
- SEGUNDO PUENTE (2007)

### Orquesta Nudge! Nudge!
- BATUKA! (2005)
- Rhythm CHANT (2008)

### Orquesta Libre
- UTA NO KA TA TI (2012)
- Can't Help Falling In Love (2012)

### Orquesta Libre + Suga Dairo + RON×II
- Rockin’ In Rhythm (2014)
- plays DUKE (2014)

### Shoro Club
Yasuhiro Yoshigaki (ds, per), Otomo Yoshihide (g), Daisuke Fuwa (ac-b, el-b)
- from 1959 (2017)

### On The Mountain
- ON THE MOUNTAIN (2020)

## Kollaborationen
- BOYCOTT RHYTHM MACHINE (2004)
- BOYCOTT RHYTHM MACHINE II - VERSUS - (2006)